# 基夫霍伊瑟县
基夫霍伊瑟县（德語：Kyffhäuserkreis）是德国图林根州北部的一个县，得名于基夫霍伊瑟山，县府松德斯豪森。

## 地理
基夫霍伊瑟县北面与诺德豪森县和萨克森-安哈尔特州的曼斯费尔德-南哈茨县，东面与萨克森-安哈尔特州的萨勒县和布尔根兰县，南面与瑟默达县和温斯特鲁特-海尼希县，西面与艾希斯费尔德县相邻。